# Ślepak szerokogębowy
Ślepak szerokogębowy, ślepak szerokozębny (Satan eurystomus) – gatunek słodkowodnej ryby sumokształtnej z rodziny sumikowatych (Ictaluridae). Jedyny przedstawiciel rodzaju Satan. 

## Zasięg występowania
Zasiedla wody podziemne artezyjskie w pobliżu San Antonio w Teksasie w USA na głębokości przekraczającej 300 m.

## Charakterystyka
Osiąga długość 13–14 cm długości.